# Eksploatacja samolotu
Eksploatacja samolotu – zasady wykorzystania samolotu i jego wyposażenia w czasie wykonywania zadania przez personel latający. Zespół czynności wykonywanych przez personel inżynieryjno-techniczny w celu bezpośredniego przygotowania sprzętu lotniczego do niezawodnej pracy w powietrzu.
Systemy eksploatacji statków powietrznych dzielą się na:
- eksploatacja po stanie technicznym;
- eksploatacja po resursie;